# Lista de números aposentados da Major League Baseball
A Major League Baseball e seus clubes participantes tiveram vários números de uniforme aposentados durante o curso do tempo assegurando que estes números não serão usados novamente e serão sempre associados com um jogador ou técnico. O uso de números em uniformes para melhor identificar um jogador e, portanto, impulsionar as vendas de scorecards, foi tentada brevemente pelo Cleveland Indians de 1916. A primeira equipe que permanentemente adotou a prática foi o New York Yankees em 1929. Por volta de 1932, todos os 16 times das grandes ligas usavam números e, em 1937, as ligas criaram regras que o exigiam.
A abordagem original do Yankees foi simplesmente atribuir os números de 1 a 8 para a escalação na ordem de rebatedores. Consequentemente, Babe Ruth usava o número 3 e Lou Gehrig o número 4. O primeiro jogador das grandes ligas cujo número foi aposentado foi Gehrig em julho de 1939, em consequência de sua aposentadoria pela esclerose lateral amiotrófica, que se tornou popularmente conhecida como "doença de Lou Gehrig".
Desde então, mais de 150 outras pessoas tiveram seus números aposentados, alguns em mais de um time. Isto incluem gerentes e técnicos, pois a Major League Baseball é a única liga profissional norte-americana em que os membros da equipe técnica usam os mesmos uniformes que os jogadores. Três números foram aposentandos em honra a pessoas não diretamente envolvidas no jogo em campo - todos três eram executivos das equipes. Algumas das primeiras estrelas, tais como Ty Cobb e Christy Mathewson, se aposentaram antes de números serem usados nos uniformes. As equipes sempre celebram seus números aposentados e outras pessoas homenageadas pendurando bandeiras com os números e nomes. Como cada vez menos jogadores ficam com uma equipe tempo suficiente para justificar o seu número ser aposentado, alguns jogadores acreditam que ter seu número aposentado é uma honra maior do que ir para o Baseball Hall of Fame. Ron Santo afirmou ao ter seu número 10 aposentado pelo  Chicago Cubs no último dia da temporada regular de 2003, entusiasticamente disse a multidão no Wrigley Field enquanto a bandeira com o número 10 era hasteada, "Este é meu Hall of Fame!" Entretanto, Santo entraria para o Hall of Fame em julho de 2012, aproximadamente dois anos após sua morte, após ser votado pelo Veterans Committee.

## Lista de todos os números aposentados
| † | Eleito para o Baseball Hall of Fame |

| Nº  | Jogador ou outra figura | Time         | Data                    |
| --- | ----------------------- | ------------ | ----------------------- |
| 1   | Billy Meyer             | Pirates      | 1954                    |
| 1   | Bud Selig               | Brewers      | 6 de abril de 2015.     |
| 1   | Pee Wee Reese†          | Dodgers      | 1º de julho de 1984     |
| 1   | Bobby Doerr†            | Red Sox      | 21 de maio de 1988      |
| 1   | Fred Hutchinson         | Reds         | 1965                    |
| 1   | Ozzie Smith†            | Cardinals    | 26 de setembro de 1996  |
| 1   | Richie Ashburn†         | Phillies     | 24 de agosto de 1979    |
| 1   | Billy Martin            | Yankees      | 10 de agosto de 1986    |
| 2   | Red Schoendienst†       | Cardinals    | 11 de maio de 1996      |
| 2   | Nellie Fox†             | White Sox    | 1º de maio de 1976      |
| 2   | Tommy Lasorda†          | Dodgers      | 15 de agosto de 1997    |
| 2   | Charlie Gehringer†      | Tigers       | 12 de junho de 1983     |
| 2   | Derek Jeter             | Yankees      | 14 de maio de 2017      |
| 3   | Babe Ruth†              | Yankees      | 13 de junho de 1948     |
| 3   | Earl Averill†           | Indians      | 8 de junho de 1975      |
| 3   | Bill Terry†             | Giants       | 1984                    |
| 3   | Harmon Killebrew†       | Twins        | 4 de maio de 1974       |
| 3   | Dale Murphy             | Braves       | 13 de junho de 1994     |
| 3   | Harold Baines           | White Sox    | 20 de agosto de 1989    |
| 3   | Alan Trammell†          | Tigers       | 26 de agosto de 2018    |
| 4   | Luke Appling†           | White Sox    | 7 de junho de 1975      |
| 4   | Earl Weaver†            | Orioles      | 19 de setembro de 1982  |
| 4   | Duke Snider†            | Dodgers      | 6 de julho de 1980      |
| 4   | Ralph Kiner†            | Pirates      | 19 de setembro de 1987  |
| 4   | Lou Gehrig†             | Yankees      | 4 de julho de 1939      |
| 4   | Paul Molitor†           | Brewers      | 11 de junho de 1999     |
| 4   | Mel Ott†                | Giants       | 17 de julho de 1948     |
| 4   | Joe Cronin†             | Red Sox      | 29 de maio de 1984      |
| 5   | Brooks Robinson†        | Orioles      | 14 de abril de 1978     |
| 5   | Lou Boudreau†           | Indians      | 9 de julho de 1970      |
| 5   | George Brett†           | Royals       | 14 de maio de 1994      |
| 5   | Johnny Bench†           | Reds         | 11 de agosto de 1984    |
| 5   | Hank Greenberg†         | Tigers       | 12 de junho de 1983     |
| 5   | Joe DiMaggio†           | Yankees      | 18 de abril de 1952     |
| 5   | Jeff Bagwell            | Astros       | 26 de agosto de 2008    |
| 6   | Johnny Pesky            | Red Sox      | 28 de setembro de 2008  |
| 6   | Steve Garvey            | Padres       | 16 de abril de 1988     |
| 6   | Stan Musial†            | Cardinals    | 29 de setembro de 1963  |
| 6   | Al Kaline†              | Tigers       | 17 de agosto de 1980    |
| 6   | Tony Oliva              | Twins        | 14 de julho de 1991     |
| 6   | Bobby Cox†              | Braves       | 12 de agosto de 2011    |
| 6   | Joe Torre†              | Yankees      | 23 de agosto de 2014    |
| 7   | Mickey Mantle†          | Yankees      | 8 de junho de 1969      |
| 7   | Craig Biggio†           | Astros       | 17 de agosto de 2008    |
| 7   | Iván Rodríguez†         | Rangers      | 12 de agosto de 2017    |
| 8   | Willie Stargell†        | Pirates      | 6 de setembro de 1962   |
| 8   | Joe Morgan†             | Reds         | 6 de junho de 1998      |
| 8   | Yogi Berra†             | Yankees      | 22 de julho de 1972     |
| 8   | Bill Dickey†            | Yankees      | 22 de julho de 1972     |
| 8   | Cal Ripken, Jr.†        | Orioles      | 6 de outubro de 2001    |
| 8   | Carl Yastrzemski†       | Red Sox      | 6 de agosto de 1989     |
| 9   | Ted Williams†           | Red Sox      | 29 de maio de 1984      |
| 9   | Reggie Jackson†         | Athletics    | 22 de maio de 2004      |
| 9   | Minnie Miñoso           | White Sox    | 8 de maio de 1983       |
| 9   | Enos Slaughter†         | Cardinals    | 6 de setembro de 1996   |
| 9   | Bill Mazeroski†         | Pirates      | 7 de agosto de 1987     |
| 9   | Roger Maris             | Yankees      | 21 de julho de 1984     |
| 10  | Sparky Anderson†        | Reds         | 28 de maio de 2005      |
| 10  | Dick Howser             | Royals       | 3 de julho de 1987      |
| 10  | Phil Rizzuto†           | Yankees      | 4 de agosto de 1985     |
| 10  | Ron Santo†              | Cubs         | 28 de setembro de 2003  |
| 10  | Tony La Russa†          | Cardinals    | 11 de maio de 2012      |
| 10  | Tom Kelly               | Twins        | 8 de setembro de 2012   |
| 10  | Chipper Jones           | Braves       | 28 de junho de 2013     |
| 11  | Carl Hubbell†           | Giants       | 1944                    |
| 11  | Jim Fregosi             | Angels       | 1º de agosto de 1998    |
| 11  | Luis Aparicio†          | White Sox    | 14 de agosto de 1984    |
| 11  | Paul Waner†             | Pirates      | 21 de julho de 2007     |
| 11  | Sparky Anderson†        | Tigers       | 26 de junho de 2011     |
| 11  | Barry Larkin†           | Reds         | 25 de agosto de 2012    |
| 11  | Edgar Martínez          | Mariners     | 12 de agosto de 2017    |
| 12  | Wade Boggs†             | Rays         | 7 de abril de 2000      |
| 12  | Roberto Alomar†         | Blue Jays    | 31 de julho de 2011     |
| 13  | Dave Concepción         | Reds         | 25 de agosto de 2007    |
| 14  | Ernie Banks†            | Cubs         | 22 de agosto de 1982    |
| 14  | Kent Hrbek              | Twins        | 13 de agosto de 1995    |
| 14  | Larry Doby†             | Indians      | 3 de julho de 1994      |
| 14  | Ken Boyer               | Cardinals    | 20 de maio de 1984      |
| 14  | Gil Hodges              | Mets         | 9 de junho de 1973      |
| 14  | Jim Bunning†            | Phillies     | 16 de abril de 2001     |
| 14  | Jim Rice†               | Red Sox      | 28 de julho de 2009     |
| 14  | Paul Konerko            | White Sox    | 23 de maio de 2015      |
| 14  | Pete Rose               | Reds         | 26 de junho de 2016     |
| 15  | Thurman Munson          | Yankees      | 3 de agosto de 1979     |
| 16  | Ted Lyons†              | White Sox    | 25 de julho de 1987     |
| 16  | Whitey Ford†            | Yankees      | 3 de agosto de 1974     |
| 16  | Hal Newhouser†          | Tigers       | 27 de julho e 1997      |
| 17  | Dizzy Dean†             | Cardinals    | 22 de setembro de 1974  |
| 17  | Todd Helton             | Rockies      | 17 de agosto de 2014    |
| 18  | Ted Kluszewski          | Reds         | 18 de julho de 1998     |
| 18  | Mel Harder              | Indians      | 28 de julho de 1990     |
| 19  | Bob Feller†             | Indians      | 28 de dezembro de 1956  |
| 19  | Billy Pierce            | White Sox    | 25 de julho de 1987     |
| 19  | Jim Gilliam             | Dodgers      | 10 de outubro de 1978   |
| 19  | Tony Gwynn†             | Padres       | 4 de setembro de 2004   |
| 19  | Robin Yount†            | Brewers      | 29 de maio de 1994      |
| 20  | Luis Gonzalez           | Diamondbacks | 7 de agosto de 2010     |
| 20  | Monte Irvin†            | Giants       | 26 de junho de 2010     |
| 20  | Lou Brock†              | Cardinals    | 9 de setembro de 1979   |
| 20  | Jorge Posada            | Yankees      | 22 de agosto de 2015    |
| 20  | Frank Robinson†         | Orioles      | 10 de março de 1972     |
| 20  | Frank Robinson†         | Reds         | 22 de maio de 1998      |
| 20  | Frank Robinson†         | Indians      | 22 de maio de 2017      |
| 20  | Pie Traynor†            | Pirates      | 18 de abril de 1972     |
| 20  | Mike Schmidt†           | Phillies     | 26 de maio de 1990      |
| 20  | Don Sutton†             | Dodgers      | 14 de agosto de 1998    |
| 20  | Frank White             | Royals       | 2 de maio de 1995       |
| 21  | Bob Lemon†              | Indians      | 20 de junho de 1973     |
| 21  | Warren Spahn†           | Braves       | 11 de dezembro de 1965  |
| 21  | Roberto Clemente†       | Pirates      | 6 de abril de 1973      |
| 22  | Jim Palmer†             | Orioles      | 1º de setembro de 1985  |
| 23  | Ryne Sandberg†          | Cubs         | 28 de agosto de 2005    |
| 23  | Don Mattingly           | Yankees      | 31 de agosto de 1997    |
| 23  | Willie Horton           | Tigers       | 15 de julho de 2000     |
| 24  | Whitey Herzog†          | Cardinals    | 31 de julho de 2010     |
| 24  | Tony Pérez†             | Reds         | 27 de maio de 2000      |
| 24  | Willie Mays†            | Giants       | 12 de maio de 1972      |
| 24  | Walter Alston†          | Dodgers      | 6 de maio de 1977       |
| 24  | Ken Griffey Jr.†        | Mariners     | 6 de agosto de 2016     |
| 24  | Jimmy Wynn              | Astros       | 25 de junho de 2005     |
| 24  | Rickey Henderson†       | Athletics    | 1º de agosto de 2009    |
| 25  | José Cruz               | Astros       | 3 de outubro de 1992    |
| 25  | Barry Bonds             | Giants       | 11 de agosto de 2018    |
| 25  | Jim Thome†              | Indians      | 18 de agosto de 2018    |
| 26  | Billy Williams†         | Cubs         | 13 de agosto de 1987    |
| 26  | Gene Autry              | Angels       | 3 de agosto de 1982     |
| 26  | Johnny Oates            | Rangers      | 5 de agosto de 2005     |
| 26  | Wade Boggs†             | Red Sox      | 26 de maio de 2016      |
| 27  | Carlton Fisk†           | Red Sox      | 4 de setembro de 2000   |
| 27  | Catfish Hunter†         | Athletics    | 9 de junho de 1991      |
| 27  | Juan Marichal†          | Giants       | 10 de julho de 1983     |
| 28  | Bert Blyleven†          | Twins        | 16 de julho de 2011     |
| 29  | Rod Carew†              | Angels       | 6 de agosto de 1991     |
| 29  | Rod Carew†              | Twins        | 19 de julho de 1987     |
| 29  | John Smoltz†            | Braves       | 8 de junho de 2012      |
| 30  | Orlando Cepeda†         | Giants       | 11 de julho de 1999     |
| 30  | Nolan Ryan†             | Angels       | 16 de junho de 1992     |
| 31  | Dave Winfield†          | Padres       | 14 de abril de 2001     |
| 31  | Greg Maddux†            | Cubs         | 3 de maio de 2009       |
| 31  | Greg Maddux†            | Braves       | 17 de julho de 2009     |
| 31  | Ferguson Jenkins†       | Cubs         | 3 de maio de 2009       |
| 31  | Mike Piazza†            | Mets         | 30 de julho de 2016     |
| 32  | Steve Carlton†          | Phillies     | 29 de julho de 1989     |
| 32  | Sandy Koufax†           | Dodgers      | 4 de junho de 1972      |
| 32  | Elston Howard           | Yankees      | 21 de julho de 1984     |
| 32  | Jim Umbricht            | Astros       | 12 de abril de 1965     |
| 32  | Roy Halladay            | Blue Jays    | 29 de março de 2018     |
| 33  | Mike Scott              | Astros       | 3 de outubro de 1992    |
| 33  | Eddie Murray†           | Orioles      | 7 de junho de 1998      |
| 33  | Honus Wagner†           | Pirates      | 16 de fevereiro de 1952 |
| 34  | Rollie Fingers†         | Brewers      | 9 de agosto de 1992     |
| 34  | Rollie Fingers†         | Athletics    | 5 de julho de 1993      |
| 34  | Nolan Ryan†             | Rangers      | 15 de setembro de 1996  |
| 34  | Nolan Ryan†             | Astros       | 29 de setembro de 1996  |
| 34  | Kirby Puckett†          | Twins        | 25 de maio de 1997      |
| 34  | David Ortiz             | Red Sox      | 23 de junho de 2017     |
| 35  | Randy Jones             | Padres       | 9 de maio de 1997       |
| 35  | Phil Niekro†            | Braves       | 6 de agosto de 1984     |
| 35  | Frank Thomas†           | White Sox    | 29 de agosto de 2010    |
| 36  | Gaylord Perry†          | Giants       | 23 de julho de 2005     |
| 36  | Robin Roberts†          | Phillies     | 21 de março de 1962     |
| 37  | Casey Stengel†          | Yankees      | 8 de agosto de 1970     |
| 37  | Casey Stengel†          | Mets         | 2 de setembro de 1965   |
| 39  | Roy Campanella†         | Dodgers      | 4 de junho de 1972      |
| 40  | Don Wilson              | Astros       | 13 de abril de 1975     |
| 40  | Danny Murtaugh          | Pirates      | 7 de abril de 1977      |
| 41  | Eddie Mathews†          | Braves       | 26 de julho de 1969     |
| 41  | Tom Seaver†             | Mets         | 24 de junho de 1988     |
| 42  | Mariano Rivera          | Yankees      | 22 de setembro de 2013  |
| 42  | Jackie Robinson†        | Dodgers      | 4 de junho de 1972      |
| 42  | Jackie Robinson†        | All MLB      | 15 de abril de 1997     |
| 42  | Bruce Sutter†           | Cardinals    | 17 de setembro de 2006  |
| 43  | Dennis Eckersley†       | Athletics    | 13 de agosto de 2005    |
| 44  | Hank Aaron†             | Braves       | 15 de abril de 1977     |
| 44  | Hank Aaron†             | Brewers      | 3 de outubro de 1976    |
| 44  | Reggie Jackson†         | Yankees      | 14 de agosto de 1993    |
| 44  | Willie McCovey†         | Giants       | 21 de setembro de 1980  |
| 45  | Bob Gibson†             | Cardinals    | 1º de setembro de 1975  |
| 45  | Pedro Martinez†         | Red Sox      | 28 de julho de 2015     |
| 46  | Andy Pettitte           | Yankees      | 23 de agosto de 2015    |
| 47  | Tom Glavine†            | Braves       | 6 de agosto de 2010     |
| 47  | Jack Morris†            | Tigers       | 12 de agosto de 2018    |
| 49  | Larry Dierker           | Astros       | 19 de maio de 2002      |
| 49  | Ron Guidry              | Yankees      | 23 de agosto de 2003    |
| 50  | Jimmie Reese            | Angels       | 2 de agosto de 1995     |
| 51  | Randy Johnson†          | Diamondbacks | 8 de agosto de 2015     |
| 51  | Trevor Hoffman          | Padres       | 21 de agosto de 2011    |
| 51  | Bernie Williams         | Yankees      | 24 de maio de 2015      |
| 53  | Don Drysdale†           | Dodgers      | 1º de julho de 1984     |
| 56  | Mark Buehrle            | White Sox    | 24 de junho de 2017     |
| 66  | Don Zimmer              | Rays         | 6 de abril de 2015      |
| 72  | Carlton Fisk†           | White Sox    | 14 de setembro de 1997  |
| 85  | August Busch, Jr.       | Cardinals    | 13 de abril de 1984     |
| 455 | Fãs dos Indians         | Indians      | 29 de maio de 2001      |

1. ↑  Fundador da equipe e antigo Comissário de Beisebol. Número selecionado simbolicamente.
2. ↑  O número de Aparicio foi temporariamnete colocado novamente em atividade com sua aprovação para o venezuelano interbases, Omar Vizquel. Vizquel jogou nas temporadas de 2010 e 2011 com o White Sox.
3. ↑  Data da cerimônia formal; a aposentadoria do número tomou efeito no começo da temporada de 2016 da MLB. O número foi também aposentado em todos os times do Mariners nas ligas menores que eram afiliados na época.
4. ↑  Fundador da equipe. O número representa o "26º homem"—o elenco dos times da MLB são limitados em 25 jogadores, exceto para partidas jogadas após 1º de setembro, quando os elencos se expandem para 40 jogadores.
5. ↑  Atuou como presidente e CEO do Cardinals da compra da equipe pela Anheuser-Busch em 1953 até sua morte em 1989. O número representa sua idade na época em que o número foi aposentado em 1984.
6. ↑  O número 455 foi aposentado em homenagem aos fãs após o Indians ter estádio com ingressos esgotados por 455 jogos consecutivos.

## Antigos números aposentados
É muito raro que um time relance uma camisa com um número aposentado, e normalmente requer uma circunstância especial, tal como a pessoa cujo número foi aposentado volte ao time como jogador, técnico ou gerente. Harold Baines é um exemplo disso.
Nos casos de relocação de franquias, a manipulação de números aposentados existentes é a critério da gestão do time. Eles podem decidir continuar a honrar o número aposentado, como fez o San Francisco Giants ou podem escolher fazer um"recomeço" e relançar os números como o Washington Nationals tem feito.
O Cincinnati Reds colocou o número 5 de Willard Hershberger em circulação dois anos sua morte. O Cincinnati mais tarde aposentou novamente o número 5 para Johnny Bench. Quando o Florida Marlins se mudou para seu atual estádio, o Marlins Park e foi renomeado como  Miami Marlins, o número 5 foi aposentado em homenagem ao falecido primeiro presidente da equipe, Carl Barger, e foi colocado em circulação novamente porque Logan Morrison pediu para usar o número para homenagear seu pai.
| Nº | Nome                | Time    | Data                |
| -- | ------------------- | ------- | ------------------- |
| 5  | Carl Barger         | Marlins | 5 de abril de 1993  |
| 8  | Gary Carter†        | Expos   | 31 de julho de 1993 |
| 10 | Andre Dawson†       | Expos   | 6 de julho de 1997  |
| 5  | Willard Hershberger | Reds    | 1940                |
| 30 | Tim Raines          | Expos   | 19 de junho de 2004 |
| 10 | Rusty Staub         | Expos   | 15 de maio de 1993  |

1. ↑  Colocado em circulação em 2012 quando o Marlins se mudou para o Marlins Park e decidiu honrar Barger ao invés de uma placa no estádio. O primeiro jogador a receber o número foi Logan Morrison. Barger foi o primeiro presidente da equipe, mas morreu em  dezembro de 1992, quatro meses após o primeiro jogo do time. O Marlins escolheu aposentar o número pois era o número usado pelo jogador favorito de Barger, Joe DiMaggio.
2. 1 2 3 4  O Montreal Expos aposentou números em homenagem a quatro jogadores (Carter #8, Dawson #10, Staub #10, Raines #30). Quando a franquia se mudou para Washington, D.C., após a temporada de 2004, o novo time batizado de Washington Nationals escolheu não reconhecer nenhum número de uniforme aposentado quando time estava em Montreal. Em 18 de outubro de 2005, o time da NHL, Montreal Canadiens honrou o time que estava partindo da cidade hasteando um banner comemorativo com os números aposentados no ginásio Bell Centre.
3. ↑  O Reds aposentou o número 5 de Hershberger após sua morte em 1940, mas a colocou em circulação dois anos mais tarde. O Cincinnati mais tarde aposentou novamente o numero 5 de Johnny Bench.

## Aposentados em honra a múltiplos jogadores
Os seguintes números foram aposentados em honra a múltiplos jogadores:
- Chicago Cubs, #31: aposentado em 2009 homenageando Ferguson Jenkins e Greg Maddux[3]
- Cincinnati Reds, #5: aposentado em 1940 homenageando Willard Hershberger que tinha cometido suicídio durante a temporada; número retornou  em 1942; aposentado em 1984 homenageando Johnny Bench[3]
- Montreal Expos, #10: aposentado homenageando Rusty Staub em 1993; cerimônia em homenagem ao #10 de Andre Dawson aconteceu em 1997[4][3]
- New York Yankees, #8: aposentado em 1972 homenageando Bill Dickey e Yogi Berra[5]
- St. Louis Cardinals, #42: aposentado em 1997 por todos os times da MLB homenageando  Jackie Robinson; cerimônia em homenagem ao #42 para Bruce Sutter aconteceu em 2006[6]
- New York Yankees, #42: aposentado em 1997 por todos os times da MLB homenageando  Jackie Robinson; cerimônia em homenagem ao #42 de Mariano Rivera aconteceu em 2013.

## Métodos alternativos de reconhecimento
Duas equipes não tem, atualmente, nenhum número de  camisa aposentado (além do #42 de Robinson, aposentado em toda MLB). O Miami Marlins tinha previamente aposentado o #5 em homenagem ao primeiro presidente do time, o falecido Carl Barger, mas o desfez na temporada de 2012. O Washington Nationals tinha números aposentados em homenagem a quatro jogadores, quando era conhecido como Montreal Expos, mas o desfez quando se mudou para   Washington.
Outro time, o Seattle Mariners, não tinha nenhum número aposentado antes de 2016, quando o time anunciou que o #24 de Ken Griffey Jr. seria aposentado no começo desta temporada, com a cerimônia formal de aposentadoria sendo realizada em 6 de agosto. De maneira única, esta aposentadoria afeta não somente o próprio Mariners, como também todos os times associados ao Mariners das ligas menores.
O Mariners tem mantido os seguintes número fora de circulação desde a partida de membros populares da equipe que o usaram: #14 (Lou Piniella), #19 (Jay Buhner) e #51 (inicialmente para Randy Johnson e mais tarde para Ichiro Suzuki). O Mariners também manteve #11 fora de circulação para  Edgar Martínez de sua aposentadoria como jogador no fim da temporada de 2004 até seu retorno para o time como técnico de rebatidas em 2015. Semelhantemente, nenhum jogador tinha usado o #33 do Colorado Rockies desde a partida de Larry Walker em 2004 até Walker dar sua benção para que   Justin Morneau, que idolatrava Walker desde criança, usasse o número enquanto esteve no time de 2014 até 2015.
Alguns times não aposentaram formalmente certos números, porém os mantém fora de circulação. Por exemplo, a atual política do Los Angeles Dodgers é apenas aposentar os números de membros de longa data da equipe se forem eleitos para o Hall of Fame; a única exceção foi o jogador e técnico Jim Gilliam, seu #19 foi aposentado quando ele morreu de hemorragia cerebral durante a pós-temporada do Dodgers em 1978. Mesmo assim, o Dodgers tem mantido informalmente o #34 de Fernando Valenzuela fora de circulação desde sua aposentadoria.
No Dia de Abertura da temporada de 2012, o New York Mets inaugurou um memorial com o logo "Kid 8" em homenagem a Gary Carter. Embora nenhum jogador do Mets tenha usado o número 8 desde a eleiçãi de Carter para o Hall of Fame, ele não foi aposentado. Após a aposentadoria de Willie Mays em 1973, o proprietário do Mets, Joan Payson, prometeu a Mays que o time não usaria seu #24; desde então, o único jogador do Mets a usar foi  Rickey Henderson de 1999 até 2000 (com exceção de um jogador das ligas menores, Kelvin Torve, que inexplicavelmente usava o #24 em agosto de 1990,
antes que reclamações dos fãs levaram a equipe a mudar o seu número para #39 dez dias mais tarde).
Após a morte de Darryl Kile em 2002, as equipes onde ele jogou, (Colorado Rockies, Houston Astros e St. Louis Cardinals) tiraram seu  #57 fora de circulação, mas não aposentaram o número formalmente.
O New York Yankees não relançou o #21 de Paul O'Neill desde que encerrou sua carreira, exceto por um breve período em 2008 quando Morgan Ensberg e então LaTroy Hawkins usaram o #21, antes que reclamações levaram Hawkins a mudar seu número para 22 em abril. Tmabém nenhum jogador do Yankees usou o #2 desde a aposentadoria de Derek Jeter em 2014.
O Boston Red Sox não relançou seus uniformes números 21 (Roger Clemens), 33 (Jason Varitek) e 49 (Tim Wakefield) desde que estes jogadores deixaram o Red Sox ou encerraram suas carreiras.

## Número aposentado pela Major League Baseball
Normalmente os clubes individualmente são responsáveis pela aposentadoria dos números. Em 15 de abril de 1997, a Major League Baseball tomou a atitude pouco usual de aposentar um número em todos os times. No 50º aniversário da quebra da barreira de cor de Jackie Robinson, seu número 42 foi aposentado de todos os times das grandes ligas por ordem do Comissário Bud Selig. Isto significou que nenhum futuro jogador de qualquer equipe das grandes ligas pode usar o número 42, embora jogadores que usavam o número 42 na época foram autorizados a continuar usando o número. (Mariano Rivera foi o último jogador ativo que o usou, se aposentando após a temporada de 2013. Com início na temporada de 2007, o 60º aniversário da estreia de Robinson na MLB, jogadores e técnicos usam o número 42 como tributo ao Jackie Robinson Day, comemorado em 15 de abril.
Existe um lobby para que o número 21 seja aposentado em todos os times em homenagem a Roberto Clemente.

## Honras similares

### Jogadores da era de uniformes não numerados
Qutro equipes homenagearam jogadores que atuaram antes do advento dos uniformes numerados colocando seus nomes entre aqueles jogadores cujos números foram aposentados:
- Philadelphia Phillies:  Grover Cleveland Alexander, Chuck Klein; ambos foram bdenotados com um "P" estilizado no Citizens Bank Park (Klein tinha vários números nos últimos anos de sua carreira, mas nunca os usou consistemente).
- Detroit Tigers:  Ty Cobb, Mickey Cochrane, Sam Crawford, Harry Heilmann, Hughie Jennings, George Kell, Heinie Manush; o nome de Cobb é exibido no muro do campo esquerdo do Comerica Park entre outros jogadores e o técnico Sparky Anderson cujos números foram aposentados; os outros tem seus nomes exibidos no muro do campo direito (Cochrane na verade usava o número 3 pelo Tigers, e Kell usou três números diferentes, mas o Tigers não aposentou estes números).
- San Francisco (New York) Giants:  Christy Mathewson e John McGraw; ambos estão denotados com "NY" e seus nomes no  AT&T Park.
- St. Louis Cardinals:  Rogers Hornsby, denotado com um "SL" e seu nome no Busch Stadium.

### Radialistas
- Bob Murphy e Ralph Kiner – New York Mets; as cabines de rádio, tanto no Shea Stadium quanto no Citi Field são nomeados pelo amado e falecido Murphy. As cabines de televisão no Citi Field tem o nome de Kiner, que continuou a transmitir alguns jogos em casa pelo Mets até sua morte no começo de 2014. Além disso, um logo memorial especial honrando Kimer, que descreve um microfone juntamente com o seu nome e os anos 1922-2014, é mostrado no muro do campo esquerdo do Citi Field ao lado dos números aposentados do Mets, desde a temporada de 2014. No anuário de 2016 do Mets, uma barra lateral em um artigo sobre a aposentadoria do número de Mike Piazza implica que Kiner foi "aposentado" assim como William A. Shea.[12]
- Jack Buck – St. Louis Cardinals; homenageado com um desenho de um microfone no muro onde estão os números aposentados.
- Lon Simmons, Russ Hodges e Jon Miller – San Francisco Giants; homenageados com um antigo microfone de rádio estilizado mostrado no lugar do número.
- Marty Brennaman, Waite Hoyt e Joe Nuxhall – Cincinnati Reds; homenageados com microfones nas cabines de rádio.
- Jerry Coleman – San Diego Padres; uma "estrela no muro" em referência a sua frase marca registrada: "You can hang a star on that one!" ("Você pode pendurar uma estrela neste aí!"). A estrela é pintada em dourado na frente da área de imprensa na linha lateral no campo direito, acompanhada do nome de Coleman em branco. Após a morte de Coleman em 2014, as cabines de transmissão no Petco Park foram nomeadas em sua homenagem.
- Harry Kalas e Richie Ashburn – Philadelphia Phillies; No Citizens Bank Park, o restaurante construído na base do placar principal tem o nome de "Harry the K's" em homenagem a Kalas. Após a morte de Kalas, a cabine de transmissão de TV do Phillies foi renomeada "The Harry Kalas Broadcast Booth". Está imediatamente ao lado da cabine da transmissão de rádio que tem o nome de "The Richie 'Whitey' Ashburn Broadcast Booth".
- Ernie Harwell – Detroit Tigers; homenageado com seu nome ao lado dos jogadores aposentados no muro esquerdo do Comerica Park e uma estátua e um retrato na entrada frontal do estádio.
- Bob Uecker – "50 Years in Baseball" com o nome de Uecker ao lado dos números aposentados do Brewers no Miller Park.
- Tom Cheek – Toronto Blue Jays; homenageado com um banner no chamado "Level of Excellence" do Rogers Centre que leva seu nome e onde seria o número da camisa está o número 4306 – o número de transmissões consecutivas da temporada regular.
- Harry Caray e Jack Brickhouse – Chicago Cubs: Caray é lembrado dentro e fora do Wrigley Field. Uma estátua dele conduzindo a multidão em "Take Me Out to the Ball Game" está próximo da entrada das arquibancadas (originalmente no canto da  Addison Street e Sheffield Avenue), e uma caricatura dele adorna sua antiga cabine de transmissão na WGN-TV. A frase marca registrada de Brickhouse, "Hey hey!" está imortalizada em grandes letras vermelhas em cada poste de foul ball. (Brickhouse também tem uma estátua na  Michigan Avenue.)
- Dave Niehaus – Seattle Mariners; a área de imprensa do Safeco Field foi rebatizada "Dave Niehaus Media Center" em 8 de abril de 2011 antes do jogo de abertura do Mariners contra o Cleveland Indians. Além disso, uma parte da First Avenue NW do lado de fora do estádio foi renomeada de Dave Niehaus Way, e um muro no campo direito também tem um microfone com um desenho de Dave Niehaus.
- Vin Scully – Los Angeles Dodgers; em 2001, o Dodgers homenageou Scully nomeando a área de imprensa no Dodger Stadium como "Vin Scully Press Box".
- Arch McDonald e Bob Wolff - Washington Senators: nomes de MacDonald e Wolff estão no chamado Ring of Honor do estádio do Washington Nationals, Nationals Park.
- Bill King – Oakland Athletics; O Athletics batizou suas instalações de transmissão como "Bill King Broadcast Booth" após a morte de King em 2005.

### Proprietários e contribuidores
- As iniciais do antigo proprietário do San Diego Padres, Ray Kroc, estão pintadas em dourado na frente da área de imprensa junto a linha do campo direito, acompanhado por seu nome em branco.
- As iniciais dos antigos proprietários do Boston Red Sox, Tom Yawkey e Jean Yawkey estão em Código Morse e pintados em branco no placar manual do Green Monster no Fenway Park.
- Charles Bronfman entrou para o Hall of Fame do Expos como membro inaugural em 1993, e um remendo circular colocado na parede direita do campo com o seu nome, o número 83 que ele costumava usar durante o spring training, e as palavras "FONDATEUR / FOUNDER".[13]
- Em 8 de abril de 2008, no último dia de abertura no Shea Stadium, o New York Mets inaugurou um logo com a palavra "Shea" que estava disposto na cerca do campo esquerdo próximo aos outros números aposentados da equipe. O estádio foi batizado em homenagem a William Shea,

proeminente advogado que foi responsáve pelo retorno do beisebol da Liga Nacional à Nova Iorque.
- Walter A. Haas, Jr., camisa honorária aposentada (com um "A" estilizado em inglês antigo no lugar do número) em 1995, localizado no campo direito. Foi proprietário do Oakland Athletics de 1980 até 1995. Haas comprou o time de Charles O. Finley em 1980, salvando a equipe de uma possível saída da área.
- No começo da temporada de 2007, o assento  #9 na seção 127, fila C no Kauffman Stadium, estádio do Kansas City Royals, foi nomeado como "Buck O'Neil Legacy Seat" em honra à lenda das Ligas Negras de beisebol e rebatedor do Royals, Buck O'Neil. Durante cada jogo em casa, o Royals honra um fã que exemplifique o espírito de humanitarismo e serviços a comunidade de O'Neil, convidando este fã a ficar neste assento, o Buck O'Neil Legacy Seat.